# Chalaroderma ocellata
Chalaroderma ocellata és una espècie de peix de la família dels blènnids i de l'ordre dels perciformes.

## Morfologia
- Els mascles poden assolir 7 cm de longitud total.[1]

## Reproducció
És ovípar.

## Hàbitat
És un peix marí de clima subtropical.

## Distribució geogràfica
Es troba a Sud-àfrica (des de Saldanha Bay fins a Port Elizabeth).